# Генерал від артилерії
Генера́л від артиле́рії — військове звання і чин в Російській імперії 1796–1917.
Вищий генеральський чин в артилерії, як роді військ російської імператорської армії. Був передбачений «Табелю про ранги» 1722, але до кінці XVIII століття замінювався загальним чином генерал-аншефа.
Чин введений 29 листопада 1796 року імператором Павлом I. Відповідав II класу «Табелю про ранги» із зверненням"Ваше високопревосходительство". Генерал від артилерії за посадою міг бути генерал-інспектором артилерії, командувачем військами військового округу, керувати крупними військовими з'єднаннями (корпусом, армією, фронтом).
Чин скасований 16 (29) грудня 1917 року декретом Ради Народних Комісарів «Про зрівняння всіх військовослужбовців в правах».
У Німеччині існувало подібне військове звання генерал артилерії (нім. General der Artillerie), яке було вищим військовим званням генеральського складу артилерії в Збройних силах Німеччини (Імперська армія Німеччини, Рейхсвер, Вермахт). У Вермахті звання генерала артилерії знаходилося по старшинству між генерал-лейтенантом та генерал-полковником.